# 仲巴蝇子草
仲巴蝇子草（学名：Silene zhongbaensis）是石竹科蝇子草属的植物，为中国的特有植物。分布在中国大陆的西藏等地，生长于海拔4,700米至4,200米的地区，常生长在山坡沙砾地，目前尚未由人工引种栽培。

## 别名
仲巴女娄菜（西藏植物志）

## 异名
- Melandrium zhongbaense L. H. Zhou